# Китайка
Кита́йка — первісно це щільна, переважно синя шовкова тканина, яку завозили з Китаю, потім — бавовняна тканина, яку виробляли в Росії.